# Šeberov
Šeberov (německy Scheberau) je městská čtvrť a katastrální území hlavního města Prahy v obvodu Praha 4. Tvoří hlavní část městské části Praha-Šeberov, k 1. červenci 2014 byla upravena hranice samosprávných městských částí Praha-Šeberov a Praha-Kunratice v okolí Kunratické spojky tak, že přestala odpovídat hranici katastrálních území Šeberov a Kunratice a vznikly tak v řídce zastavěném území oboustranné přesahy.. Od roku 1909 byl Šeberov samostatnou obcí, 1. července 1974 byl z okresu Praha-západ připojen k Praze. Šeberov se skládá ze dvou původních sídel – Šeberova na severu a Hrnčířů na jihu, tato sídla zatím nejsou srostlá zástavbou. Území je zhruba vymezeno na severu ulice Na Jelenách, na východě dálnicí D1, západní hranice je v oblasti Kunratické spojky a jižní hranice tvoří hranici Prahy. Počet obyvatel Šeberova se zvyšuje vlivem výstavby nových domů, typických pro aglomeraci a okrajové části metropole.

## Samosprávná příslušnost
Katastrální území Šeberov celé spadalo do působnosti nejprve obce Šeberov, poté MNV Praha-Šeberov a až do června 2014 městské části Praha-Šeberov. 
S účinností od 1. července 2014 byla upravena hranice samosprávných městských částí Praha-Šeberov a Praha-Kunratice v okolí Kunratické spojky tak, že přestala odpovídat hranici katastrálních území Šeberov a Kunratice a vznikly tak v řídce zastavěném území oboustranné přesahy. Katastrální hranice Šeberova a Kunratic kopíruje východní břeh rybníků Šeberák a Olšanského rybníka. Základní sídelní jednotka U Šeberáku-východ, tj. neobydlená a téměř nezastavěná část katastrálního území Šeberov západně od Kunratické spojky až k břehům Šeberovského a Olšanského rybníka, byla nově vymezena jako územně technická jednotka Šeberov-Praha-Kunratice (výměra 0,311869 km²) a připojena k městské části Praha-Kunratice. Na tomto území se nachází jen jedna nečíslovaná budova, na soukromé parcele č. 1479/2. Naopak dva díly katastrálního území Kunratice byly připojeny k samosprávné městské části Praha-Šeberov.
Jihovýchodní část souvislé a ucelené zástavby Hrnčíř jakožto urbanistického celku patří katastrálně i samosprávně k obci Vestec v okrese Praha-západ. Několik ulic, které přecházejí mezi oběma katastry a obcemi, má harmonizované názvy, tj. jak v Praze, tak ve Vestci mají stanovený shodný název: jde o ulice V březí, V úhoru a U Hrnčíř. Liší se však pravopis: zatímco v Praze se úhor i březí píšou s malým počátečním písmenem, ve Vestci s velkým.

## Historie a zástavba Šeberova
Šeberov i Hrnčíře měly vždy zemědělský charakter. První zmínka o Šeberově je z roku 1382, o Hrnčířích z roku 1412. Jiné zdroje tvrdí, že nejstarší zpráva o Hrnčířích se dochovala z roku 1352. Po vzniku moderních obcí v 19. století byly Šeberov i Hrnčíře připojeny k Chodovu, od kterého se v roce 1909 osamostatnily s tím, že obecní úřad sídlil v Šeberově.
V okolí Šeberova najdeme veliké množství rybníků, které jsou pozůstatky rozsáhlé prameništní oblasti. Při plánování a výstavbě blízkého Jižního Města se počítalo s rozsáhlou panelovou výstavbou i na šeberovské straně dálnice D1. Druhým plánem bylo postavit v Šeberově zónu čistého průmyslu (výzkumné ústavy, elektrotechnický průmysl). Ani k jedné z variant nakonec nedošlo. V severozápadní části katastru byla v roce 1979 otevřena elektrická rozvodna postavená v souvislosti se zásobováním Jižního Města elektřinou.

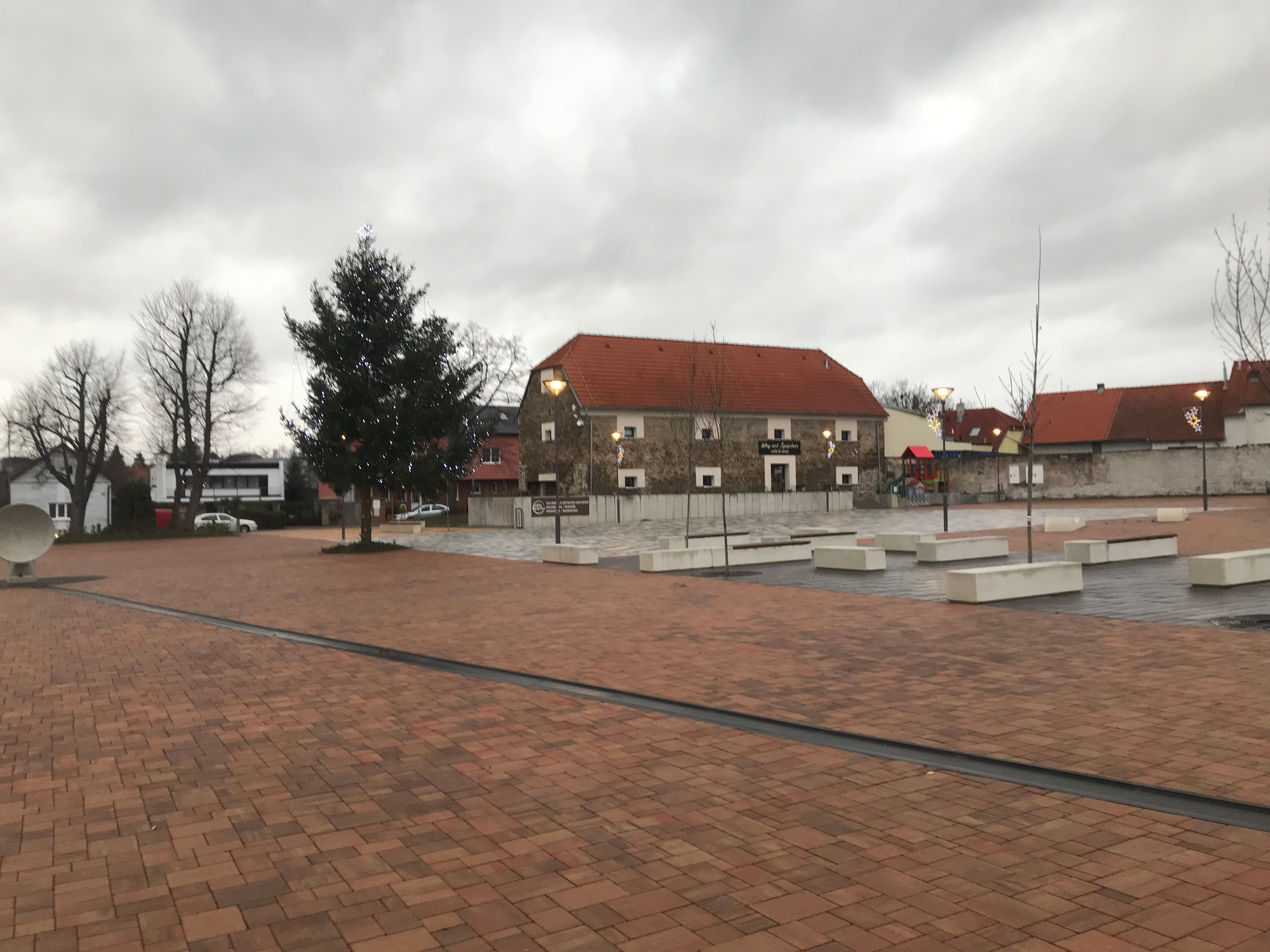
Nová náves Šeberova vybudovaná mezi roky 2017 až 2018

Od roku 1990 bylo v obci zamýšleno vybudování nového centra obce – návsi. Nakonec bylo realizováno mezi roky 2017 až 2018 mezi ulicemi K Hrnčířům a V Ladech, poblíž Kostela sboru Církve bratrské a budovy Špejchar. Vzniklo tak parkoviště, velké dlážděné náměstí, v budoucnu poblíž vyroste také dům pro seniory.

## Památky
Prakticky jedinou zachovanou, ale historicky velmi cennou památkou je hrnčířský gotický kostel sv. Prokopa ze 13. století. Dříve se zde také nacházela tvrz (v poplužním dvoře K Hrnčířům čp. 2).

### Přírodní památky
- Hrnčířské louky
- Lípa u kostela sv. Prokopa v Hrnčířích

## Služby
V dnešním Šeberově je k dispozici základní škola, stanice městské policie, lékárna a obchody s potravinami. V jižní části se nachází Sportovní areál Šeberov.

## Doprava

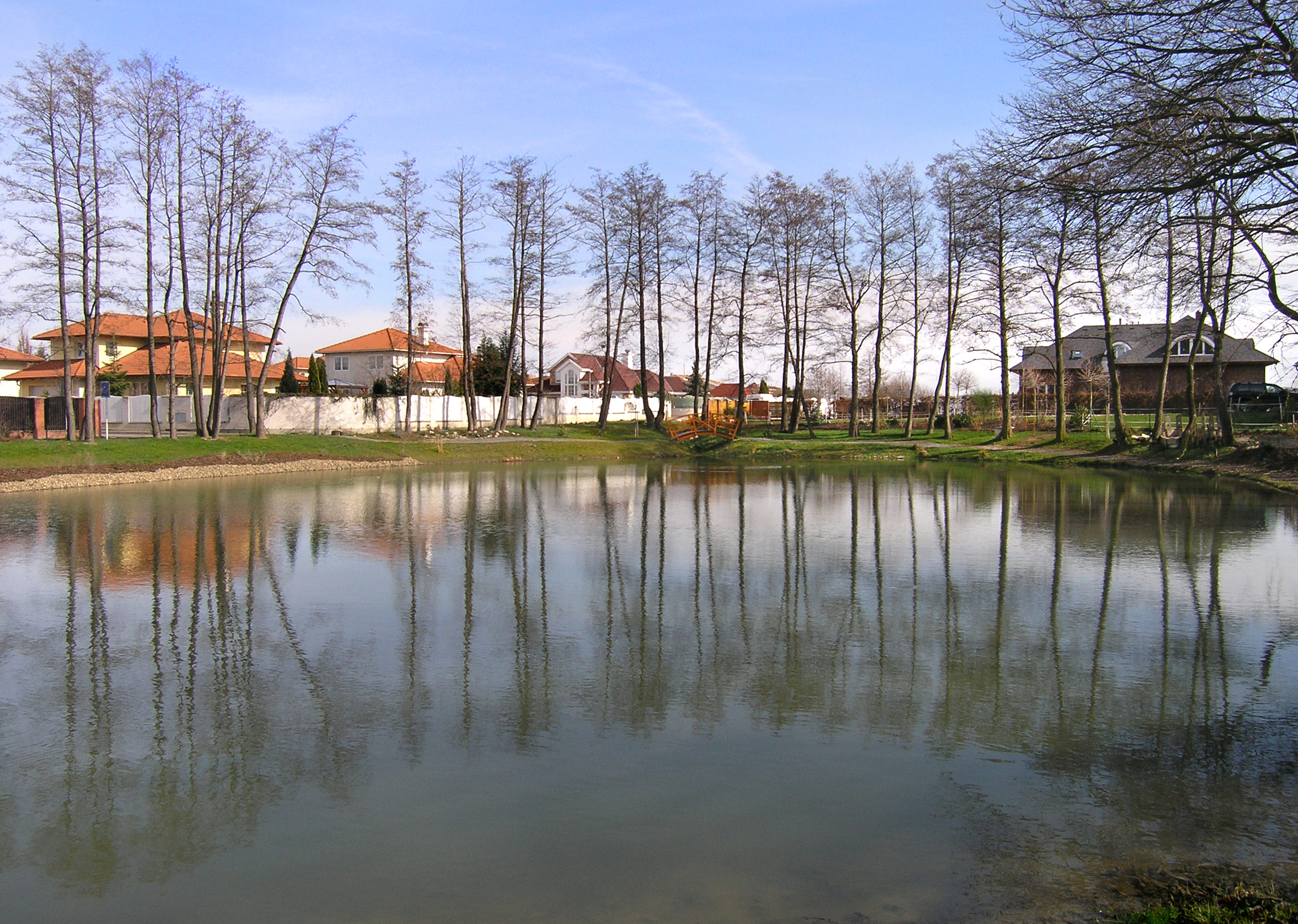
Rybník Šmatlík v Hrnčířích

V roce 1927 získal Šeberov (odříznutý od železniční dopravy) autobusové spojení na lince Vršovice-Spořilov-Chodov-Průhonice.
V roce 1976 se objevily v obci první městské autobusy, na provizorní lince X vedené v trase Kunratice-Šeberov-Chodov (bez připojení na síť metra nebo tramvají). Později byly zavedeny linky 165 a 226, stále existovaly linky příměstské, provozované ČSAD, na kterých ale neplatil městský tarif.

### Současnost
Městskou hromadnou dopravu zajišťovala autobusová linka 154, která z Hájů a Opatova pokračovala přes Šeberov na Kunratice, Libuš, Modřany, Komořany a Zbraslav. Velmi důležité jsou kromě linky 154také příměstské linky 326, 327 a 385 vedené od stanice metra Opatov, a které za Šeberovem pokračují na Jesenici, Vestec, Průhonice nebo Čestlice.
Dnes zajišťuje autobusovou dopravu linka 154 (Strašnická - Sídliště Libuš)
Od 12. července 1971 vedla přes šeberovský katastr dálnice D1. V roce 1981 došlo ale k úpravě hranic Šeberova s Chodovem, Kunraticemi a Újezdem a od té doby již dálnice na území Šeberova nezasahuje (hranice mezi Šeberovem a Újezdem teď vede podél západního okraje dálnice).
V průběhu 70. a 80. let byla v okolí Šeberova rozsáhle přestavěná silniční síť. Nejvýznamnější křižovatku najdeme v Hrnčířích u hřbitova. Křižují se tam silnice směrem k dálnici a do Jižního Města, směrem na Vestec a Zdiměřice, směrem na Průhonice a Modletice a směrem na Kunratice. V roce 2004 byl na této křižovatce vybudován kruhový objezd.
Kolem roku 2019 byla plánována výstavba Vestecké spojky, která měla výrazně zlepšit dopravní situaci v Šeberově a Hrnčířích, neboť by sloužila jako obchvat městské části. Očekával se pokles intenzity dopravy ze současných 13 tisíc aut/den na 7-8 tisíc aut/den. Realizace této stavby byla pro protesty okolních obcí odložena.

## Fotogalerie

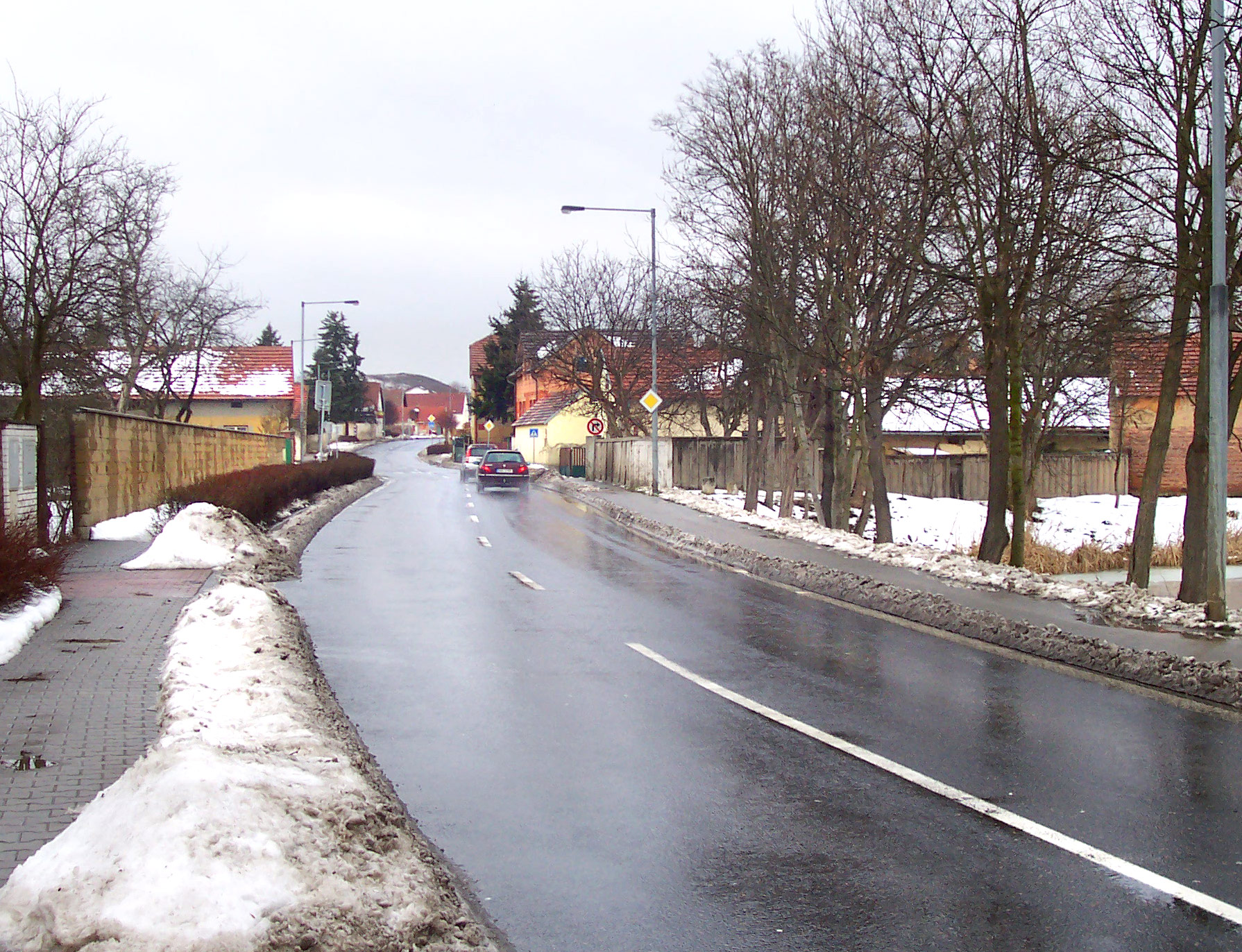
Ulice K Hrnčířům v Šeberově, směr Jižní Město
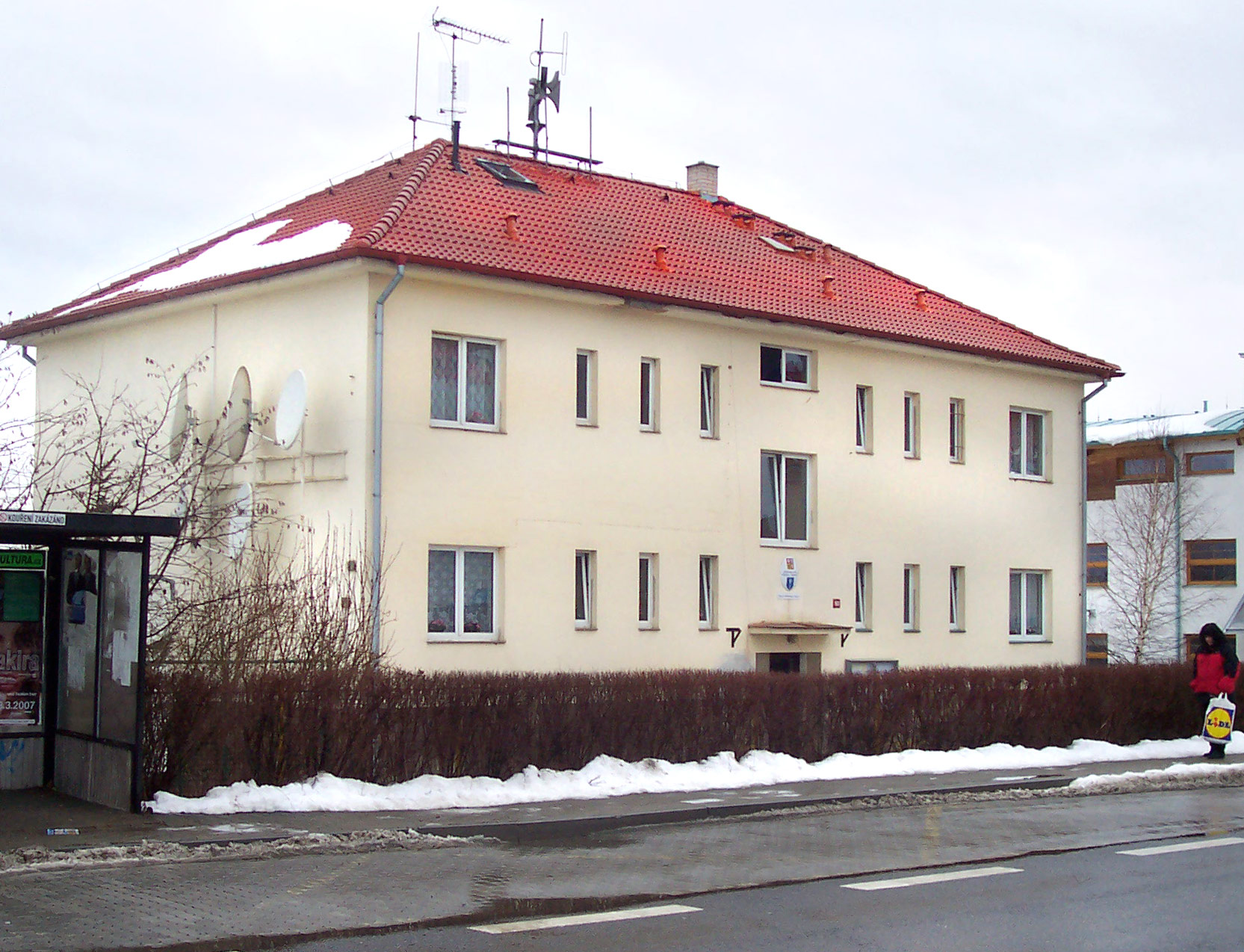
Obecní úřad v Šeberové
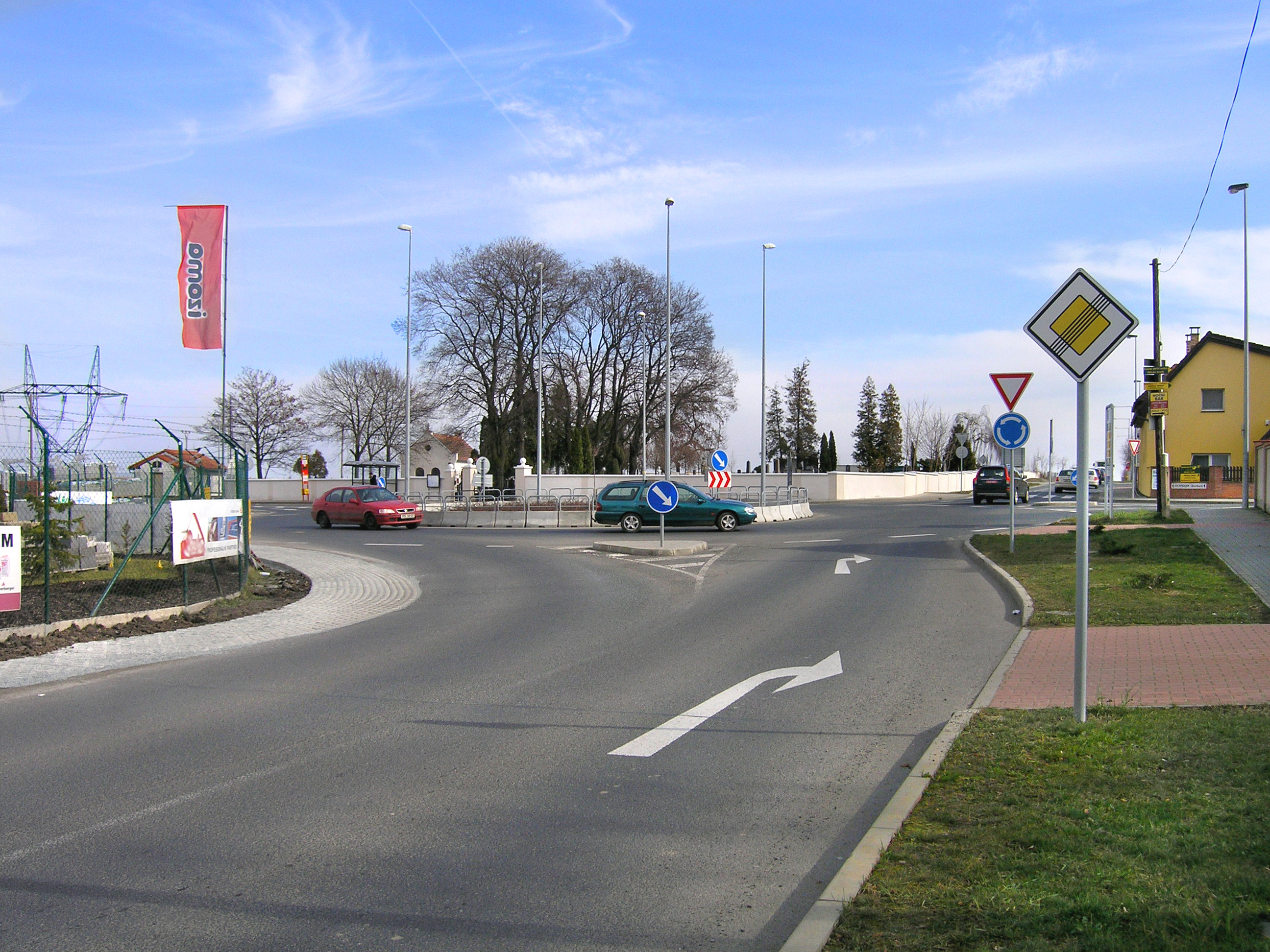
Kruhový objezd v Hrnčířích, za ním Hrnčířský hřbitov
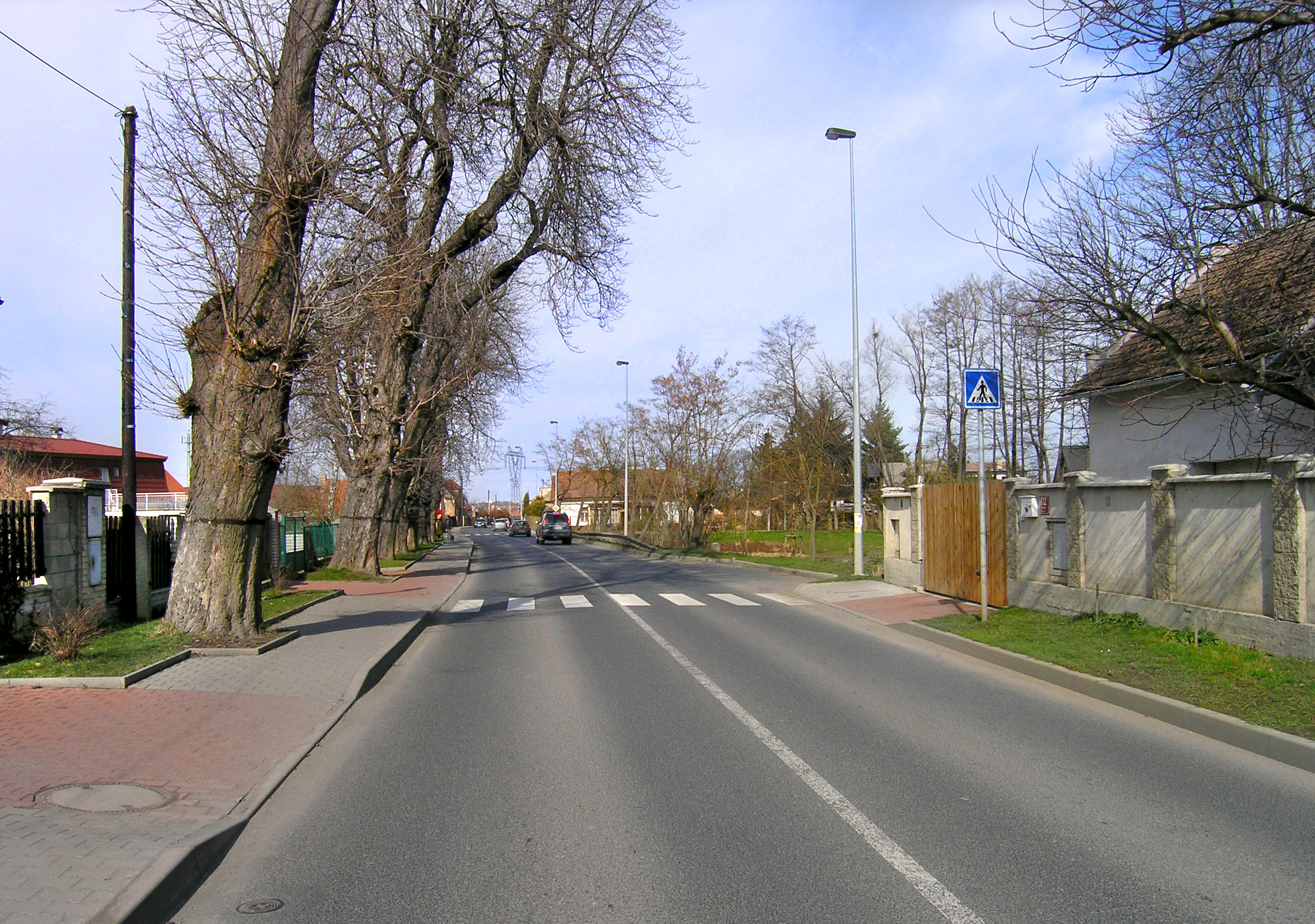
Ulice K Šeberovu v Hrnčířích

## Sousední obce a čtvrti
- Kunratice
- Chodov
- Újezd
- Středočeský kraj, okres Praha-západ
  - Vestec
  - Zdiměřice (součást Jesenice)
  - Hole (součást Průhonic)